# Erynia aquatica
Erynia aquatica är en svampart som först beskrevs av J.F. Anderson & Anagnost., och fick sitt nu gällande namn av Humber 1981. Erynia aquatica ingår i släktet Erynia och familjen Entomophthoraceae.   Inga underarter finns listade i Catalogue of Life.